# Randugunting (Bergas)
Randugunting is een bestuurslaag in het regentschap Semarang van de provincie Midden-Java, Indonesië. Randugunting telt 4176 inwoners (volkstelling 2010).